# Норт-Тайнсайд
Норт-Тайнсайд (англ. North Tyneside) — район (англ. Metropolitan borough) в метрополитенском графстве Тайн-энд-Уир, административный центр Уолсенд.
Район расположен вдоль северного берега реки Тайн при впадении ее в Северное море. На западе граничит с крупнейшим городом графства Ньюкасл-апон-Тайн.

## Состав
В состав Норт-Тайнсайд входят следующие населённые пункты:
- Аннитсфорд
- Бекворт
- Бентон
- Беррадон
- Кемпердоун
- Каллеркост
- Ирсдон
- Форест-Холл
- Холистоун
- Киллингворт
- Монкситон
- Мурсайд
- Мертон (Норт-Тайнсайд)
- Нью-Йорк
- Норт-Шилдс
- Нортамберленд-Парк
- Престон
- Ситон-Берн
- Ширемур
- Тайнмут
- Уолсенд
- Вест-Олотмент
- Уитли-Бей